# Haynesville (Maine)
Pour les articles homonymes, voir Haynesville.
Haynesville est une ville située dans l’État américain du Maine, dans le comté d’Aroostook. 

## Géographie
| Island Falls (Maine) | Linneus (Maine)  | Amity (Maine)  |
| Glenwood (Maine)     | Haynesville      | Orient (Maine) |
| Reed (Maine)         | Bancroft (Maine) | Weston (Maine) |